# NGC 286
NGC 286 é uma galáxia lenticular (S0) localizada na direcção da constelação de Cetus. Possui uma declinação de -13° 06' 44" e uma ascensão recta de 0 horas, 53 minutos e 30,3 segundos.
A galáxia NGC 286 foi descoberta em 1886 por Frank Leavenworth.